# Tomosvaryella stackelbergi
Tomosvaryella stackelbergi är en tvåvingeart som beskrevs av Kuznetzov 1994. Tomosvaryella stackelbergi ingår i släktet Tomosvaryella och familjen ögonflugor. Inga underarter finns listade i Catalogue of Life.